# Gmina Wielgie
Die Gmina Wielgie ist eine Landgemeinde im Powiat Lipnowski der Woiwodschaft Kujawien-Pommern in Polen. Ihr Sitz ist das gleichnamige Dorf (deutsch Wielgie). 

## Gliederung
Zur Landgemeinde Wielgie gehören 17 Dörfer (deutsche Namen bis 1945) mit einem Schulzenamt.
| - Bętlewo - Czarne (1939–1942 Czarne, 1942–1945 Schwarzen) - Czerskie Rumunki (1939–1942 Czarne-Abbau, 1942–1945 Schwarzen-Räumung) - Nowa Wieś - Oleszno (1939–1942 Oleszno, 1942–1945 Ellernhof) - Piaseczno (1939–1942 Piaseczno, 1942–1945 Wilgensand) - Płonczyn - Rumunki Tupadelskie | - Suradówek (1939–1942 Suradowek, 1942–1945 Sauerhof) - Suszewo - Teodorowo (1939–1942 Teodorowo, 1942–1945 Dietershof) - Tupadły (1939–1942 Tupadly, 1942–1945 Fallensee) - Wielgie (1939–1942 Wielgie, 1942–1945 Wilgen) - Witkowo (1939–1942 Witkowo, 1942–1945 Wittgen) - Zaduszniki (1939–1942 Zaduszniki, 1942–1945 Heiligenbach) - Zakrzewo - Złowody (1939–1942 Zlowody, 1942–1945 Bösenwasser) |

Weitere Ortschaften der Gemeinde sind:
| - Bałdowo - Będzeń (1939–1942 Bendzen, 1942–1945 Bensen) - Kamienne Brody (1939–1942 Kamenne Brody, 1942–1945 Brotstein) - Lipiny - Orłowo (1939–1942 Orlowo, 1942–1945 Orteln) - Płonczynek | - Podkłokock - Rumunki Oleszeńskie - Rumunki Witkowskie - Szczepanki - Wylazłowo |